# Continue positieve luchtwegdruk

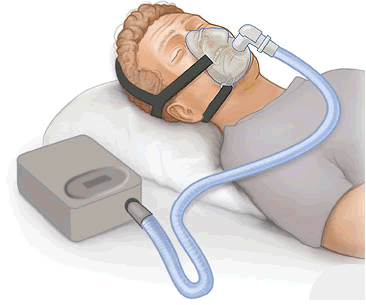
CPAP: apparaat, slang en masker

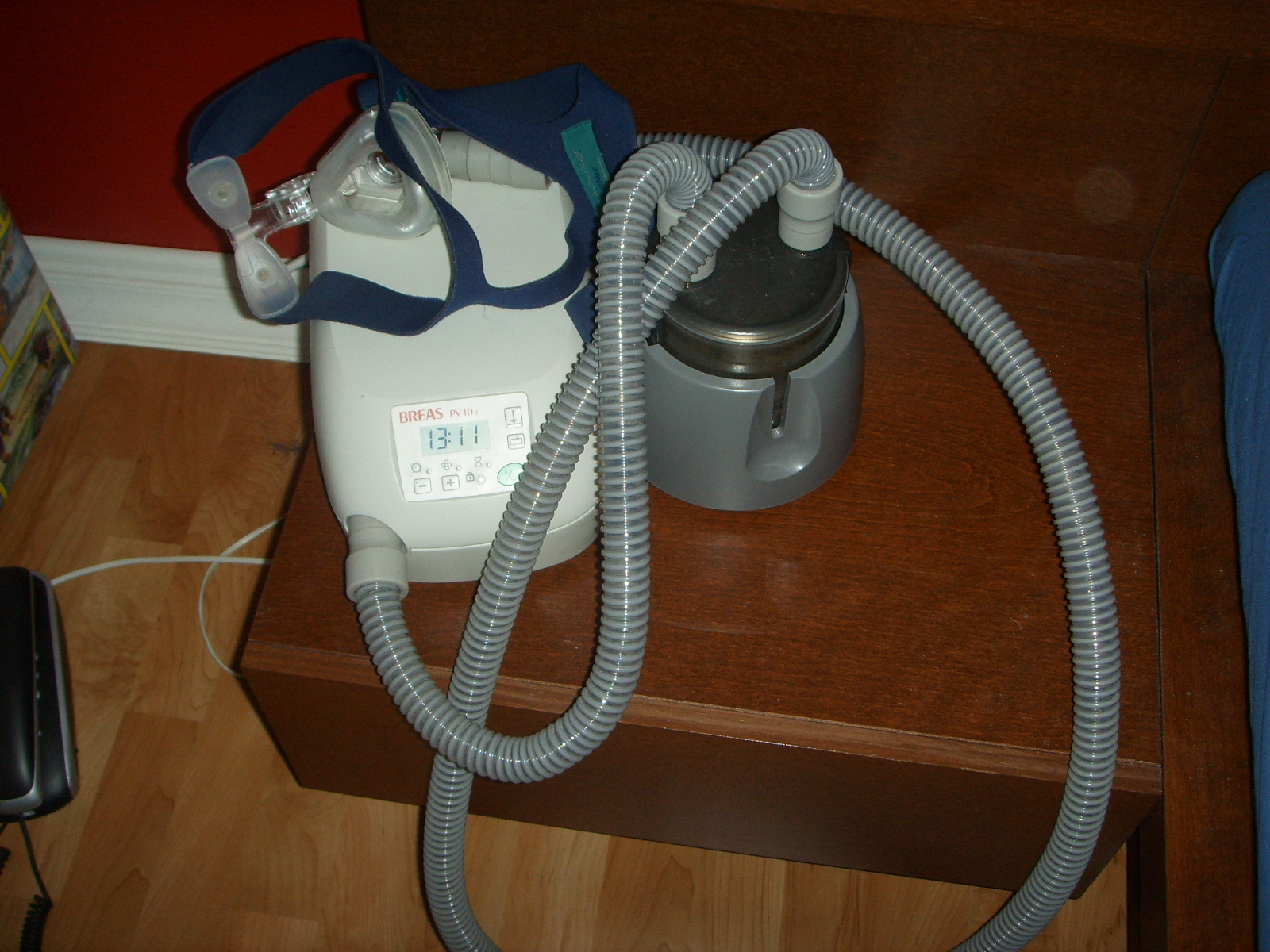
Continue-positieveluchtwegdrukapparaat

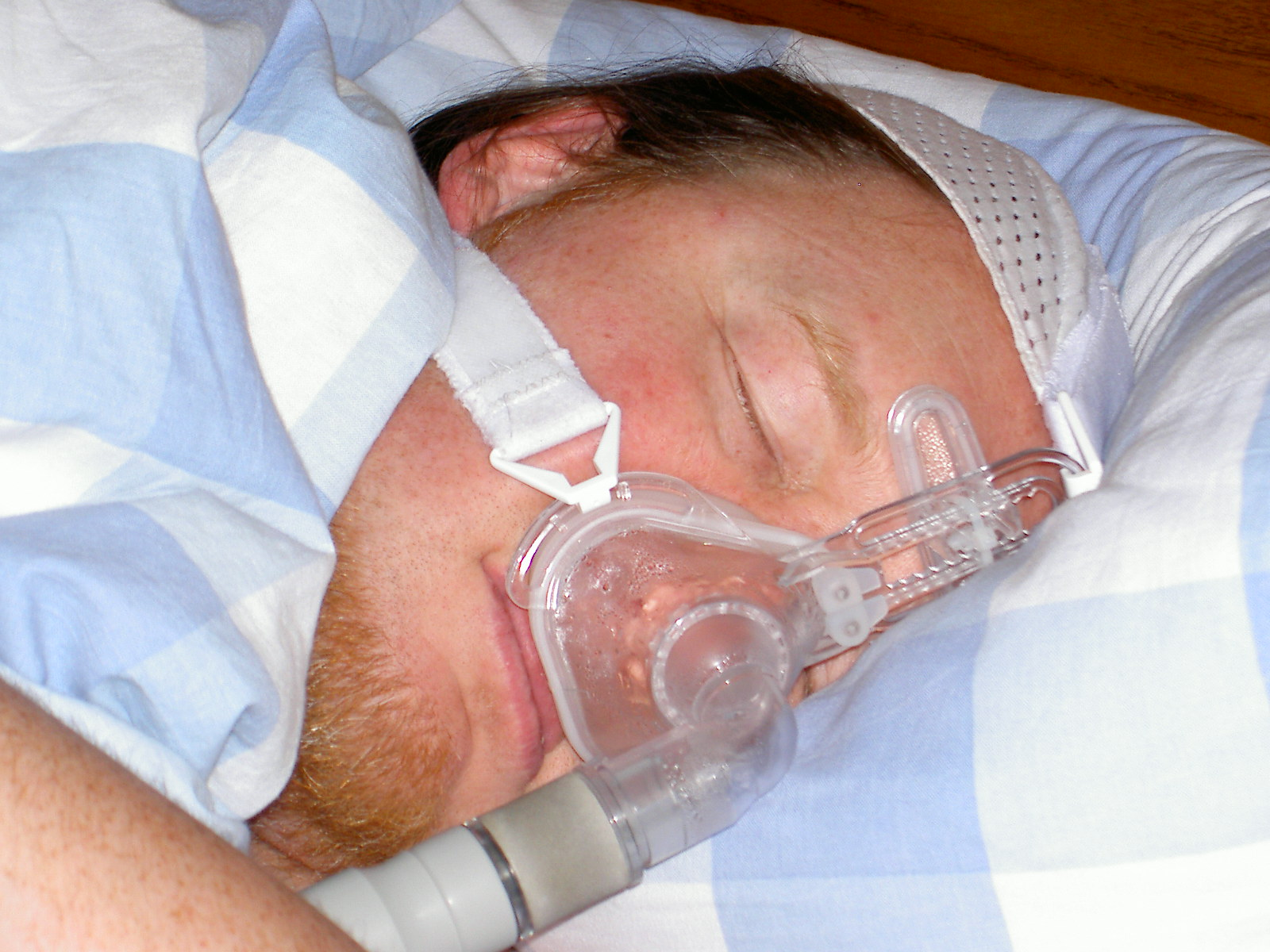
Patiënt met een CPAP-neusmasker

Continue positieve luchtwegdruk (Engels: continuous positive airway pressure, CPAP) is een vorm van ondersteuning van de ademhaling bij mensen met longproblemen, maar ook wel bij mensen die lijden aan slaapapneu. Letterlijk betekent het 'voortdurend positieve druk in de ademwegen'.
Vroeger werd dit bewerkstelligd door bij een patiënt met een ETT of slaapapneu die geen actieve beademing krijgt een klep op de expiratoire zijde aan te brengen die altijd een licht-positieve druk handhaaft en aan de inspiratoire zijde een grote ballon aan te brengen, die door zijn elasticiteit het systeem onder druk houdt, ook als de patiënt inademt (en dus lucht aanzuigt en de druk normaal zou dalen).
Tegenwoordig echter gebruikt men hiervoor kleine apparaten met daarin een pomp, die een regelbare druk geven van 4 tot 20 cm H2O (390 tot 1960 Pa) . Aan het uiteinde van een daaraan aangesloten flexibele slang bevindt zich een masker, dat ofwel alleen de neus of neus en mond bedekt. Deze CPAP's bestaan in diverse varianten, met als belangrijkste verschil een vaste of een automatische (APAP) instellingsdruk. Deze laatste geven dan meer of minder druk naargelang de obstructie gedurende de nacht. Ook zijn er typen die actief de adem ondersteunen bij uitademing (BiPAP).
CPAP heeft een groot aantal effecten op de ademhaling en bloedcirculatie:
- een betere zuurstofvoorziening in het bloed (door de hogere druk)
- een hoger CO2-gehalte (doordat het slechter kan uittreden) [bron?]
- een lagere pH (door meer CO2) [bron?]
- een grotere drang tot ademen (door meer CO2) [bron?]
- meer kans op perifeer oedeem (door slechtere bloedterugstroming naar het hart) [bron?]

## Mechanisme
CPAP-therapie maakt gebruik van machines die speciaal zijn ontworpen om een luchtstroom met een constante druk te leveren. CPAP-apparaten beschikken over een motor die lucht op kamertemperatuur onder druk zet en dit via een slang afgeeft die is aangesloten op een masker of slang die door de patiënt wordt gedragen. Deze constante luchtstroom opent en houdt de bovenste luchtweg vrij tijdens het in- en uitademen. Sommige CPAP-machines hebben ook andere functies, zoals verwarmde luchtbevochtigers.
De therapie is een alternatief voor positieve eindexpiratoire druk (PEEP). Beide modaliteiten zorgen ervoor dat de alveoli in de longen worden geopend, waardoor een groter deel van het longoppervlak wordt gebruikt voor ventilatie. Maar terwijl PEEP verwijst naar apparaten die alleen positieve druk uitoefenen aan het einde van de uitademing, passen CPAP-apparaten continue positieve luchtwegdruk toe tijdens de hele ademhalingscyclus. De ventilator draait dus niet tijdens CPAP, er wordt geen extra druk geboden die hoger is dan het CPAP-niveau en patiënten moeten al hun ademhalingen inleiden.